# Rochy-Condé
Rochy-Condé är en kommun i departementet Oise i regionen Hauts-de-France i norra Frankrike. Kommunen ligger i kantonen Nivillers som tillhör arrondissementet Beauvais. År 2022 hade Rochy-Condé 999 invånare.

## Befolkningsutveckling
Antalet invånare i kommunen Rochy-Condé
| Referens: INSEE |